# 아메리칸 아웃로스
아메리칸 아웃로스(The American Outlaws, 줄여서 A.O.)는 미국 축구 국가대표팀의 비공식 서포터 단체로, ESPN에 의해 "미국을 지지하는 요란한 서포터 단체"로 묘사된다. 2007년에 네브라스카 주 링컨의 몇명으로된 단체의 팬들이 처음으로 창설하였는데, 미국 축구 국가대표팀에서의 조직적인 응원을 목적으로 하고 있다. 이들이 처음 등장한 때는 2007년 여름, 시카고에서의 브라질과 미국의 친선전이었다. 이 단체는 처음에 상징 색상을 청색으로 하였으나, 나중에 미국 국가대표팀 경기에서 적색 옷을 입도록 권장하였다. 이들은 미국 국기 무늬로 된 반다나로 쉽게 알아차릴 수 있다. 이들에게 미국의 상징적인 존재인 캡틴 아메리카, 록키 발보아, 그리고 필그림 등의 복장을 한 행진 밴드가 자주 동원된다.
2010년, 아메리칸 아웃로스는 샘스 아미와 함께 리틀피트 스포츠와의 콜래보레이션을 통해 2010년 남아공 월드컵 티셔츠를 제작하였다. 티셔트 한 장이 팔릴 때마다, 리틀피트 스포츠는 2010년 월드컵 기간 동안 남아프리카 공화국의 아이들에게 축구공을 하나씩 기부하였다. 이 셔츠는 전 미국 국가대표팀 선수들인 프랭키 헤이덕이나 존 오브라이언 등에 의해 널리 알려지게 되었다.